# Relief litoral
Litoralul reprezintă zona de interfață dintre uscat și mare, caracterizată prin interacțiunea dinamică dintre influențele climatice terestre și marine, precum și prin procesele de modelare specifică atât terestre, cât și marine. Această zonă este locul unde se întâlnesc și se manifestă simultan eroziunea și depunerea caracteristice mediului terestru, alături de cele marine.
Din perspectiva geografiei fizice, relieful litoral poate fi împărțit în trei componente principale:
1. Litoralul actual, care include elemente geomorfologice active cum ar fi falezele, estuarele, plajele, grindurile, lagunele, limanele și perisipurile. Această zonă este direct influențată de dinamica mareelor, valurilor și curenților marini, și se caracterizează prin capacitatea apei mării de a avansa sau de a se retrage de-a lungul coastei.
2. Fâșia de teren martor al traseelor anterioare ale țărmului și al nivelurilor istorice ale mării, care se subdivide în:
  - Elemente terestre, precum terasele, falezele fosile, greziile de plajă, grindurile și perisipurile fosile.
  - Elemente submerse pe platforma continentală, incluzând terase, faleze fosile, greziile de plajă, grindurile, perisipurile și văile fosile.

Litoralul actual reprezintă banda de teren afectată în mod direct de fluctuațiile mareei și de activitatea de modelare a mării. În zonele cu maree semnificativă, precum Golful Fundy din Canada, litoralul poate varia în lățime până la 15 km și poate prezenta diferențe de nivel între flux și reflux de până la 20 m.

Din punct de vedere geografic politic, 'litoralul' definește linia de demarcație între teritoriul suveran al unui stat și apele sale teritoriale. Această linie marchează limita autorității administrative terestre și începutul zonei de autoritate exclusivă maritimă a statului, adesea supravegheată prin intermediul forțelor navale. În regiunile afectate de fenomenul mareelor, 'litoralul' este stabilit convențional la nivelul maxim al fluxului, zona tidală dintre acesta și linia de bază a refluxului fiind considerată parte a apelor interne ale statului, similar cu lacurile și râurile

## Agenți și procese
Agentul principal al modelării reliefului litoral este apa mării, prin formele sale specifice de mișcare.  

### Forme de mișcare a apei

#### Valuri
Valurile reprezintă principala formă de mișcare a apelor marine (în condiții normale este de câțiva metri). În zona de țărm, valurile se manifestă prin trei procese: 
- izbire sau abraziune (efectele sunt deosebit de însemnate la țărmurile înalte unde determină slăbirea și smulgerea bucăților de rocă, crearea de scobituri la baza falezelor – marmite și în final retragerea falezelor și extinderea platformei litorale);
- transport (deplasează spre largul mării materiale dislocate, de la nisip la blocuri cu mărimi diferite, în funcție de puterea valurilor – de exemplu, la Alger un bloc de 100 t a fost proiectat la o distanță de 8 m de țărm;
- acumularea (depune materialele dislocate, sub formă de bancuri de nisip).

În afara valurilor provocate de vânt, numite și valuri de oscilație, mai au importanță și valurile de translație, solitare, provocate de cutremure, alunecări și erupții submarine sau de prăbușirea unor blocuri masive de gheață. Acestea se propagă pe distanțe mari, cu viteze de mai multe sute de km/h, au înălțimi de 25-30 m, lungimi de câteva sute de metri și provoacă dezastre la atingerea țărmului.
Acțiunea valurilor depinde de adâncimea apei și de forma țărmului; ea este deosebit de intensă la țărmurile înalte cu ape adânci și redusă la cele joase, cu plaje.

#### Curenți
Curenții litorali sunt deplasări ale maselor de apă marină (oceanică) determinate de vânturile regulate, de diferențele de nivel, temperatură, salinitate, maree. Traseul lor este influențat de:
- mișcarea de rotație a Pământului (apariția forței Coriolis),
- forța de frecare (determină scăderea vitezei o dată cu adâncimea),
- configurația bazinelor oceanice și
- morfologia reliefului submarin.

Importanta curenților litorali pentru morfologie este redusă numai la fâșiile unde traseele se apropie de linia țărmului. Aici acționează cu precădere curenți cu caracter local. După efectul și forma lor, aceștia sunt de mai multe feluri, dar toți sunt provocați de valuri și de maree.
Curenții de valuri pot fi: 
- curenți de derivă litorală, determinați de valurile cu direcție oblică față de țărm și care merg paralel cu acesta;
- curenți de întoarcere pe la fund și
- curenți de întoarcere pe la suprafață.

Primii deplasează nisipul și chiar materialele grosiere în lungul litoralului, în timp ce ultimii le împing către largul mării.
Curenții de descărcare sunt activi în unele strâmtori, fiind determinați de diferența de nivel dintre două bazine. Ex. între Marea Baltică și Marea Nordului, între Marea Neagră și Marea Egee.
Curenții de turbiditate sunt specifici părții inferioare domeniului litoral și mai ales domeniului submarin propriu-zis. Reprezintă deplasări rapide de apă, încărcată cu multe sedimente, provocate de cutremure, de supraîncărcarea pantelor cu aluviuni fluviatile.

#### Maree
Mareele reprezintă oscilații ale nivelului apei mării, cauzate de acțiunea simultană, combinată a forțelor de atracție ale Pământului, Lunii și Soarelui și a forței centrifuge datorata rotației Pământului. Mareele se concretizează in creșteri ale nivelului oceanelor și mărilor (înaintare peste uscat) – flux, respectiv în coborâri și retrageri de pe uscat ale apelor – reflux.
Creșterile de nivel oscilează între câțiva cm și 3-4 m, însă topografia litoralului poate favoriza amplitudini mult mai mari (în Golful Fundy - Canada 19,6 m; în Golful Arabiei 13 m; în golful Mezen 12 m)
La flux se produc acumulări sub formă de bancuri submerse. La reflux nivelul apei coboară, eroziunea devine predominantă, antrenând spre larg aluviunile aduse de râuri, dar și pe cele aflate pe platforma litorală. La țărmurile unde mareele sunt foarte puternice, gurile de vărsare ale fluviilor sunt mult lărgite prin eroziune. Aceasta se realizează atât la flux cât și la reflux. Forma rezultată de „pâlnie” a gurii de vărsare poartă numele de estuar (Tamisa, Sena, Elba, Sf. Laurențiu).

### Procese cu rol secundar
Procesele cu rol secundar însoțesc acțiunea apei marine.

#### Procese mecanice
Procesele mecanice au o largă desfășurare pe țărmurile înalte și se manifestă prin alunecări, prăbușiri, sufoziune. Ele sunt intensificate de acțiunea valurilor și curenților.

#### Procese fizico-chimice
Procesele fizico-chimice sunt legate fie de acțiunea ceții și a picăturilor de apă rezultate din spargerea valurilor, fie de aceea a apei de mare. Sunt frecvente alterarea rapidă a mineralelor bogate în fier (augit, biotit, olivina, amfiboli), dizolvarea rocilor carstice și dezagregarea produsă prin cristalizarea clorurii de sodiu în fisuri. Rezultă cavități și lapiezuri de dimensiuni variabile, nisip și blocuri de dezagregare.

#### Procese biologice
Procesele determinate de acțiuni biologice se desfășoară în partea inferioară a domeniului litoral și se referă la perforarea rocilor de către moluște, arici de mare, microorganisme prin secreții acide, rezultatul fiind numeroase alveole, scobituri, galerii de câțiva mm până la câțiva cm. 
Algele pot ajunge la o asemenea abundență, încât frânează acțiunea valurilor, diminuând eroziunea.

## Formele reliefului litoral

### Faleza și platforma de abraziune
Faleza reprezintă un abrupt, cu o pantă cuprinsă între 40º și 90º, cu înălțimi variabile, ce se desfășoară la contactul dintre uscat și mare. Baza ei se continuă submarin, printr-o suprafață puțin înclinată, numită platformă de abraziune. Faleza și suprafețele de abraziune sunt rezultatul acțiunii mecanice a mării, mai ales prin bombardarea la bază a abrupturilor cu galeți (pietrișuri rotunjite). Aici apar firide (scobituri), care duc la prăbușirea stratelor de deasupra. Materialele prăbușite sunt înlăturate de valuri, abruptul fiind supus din nou acțiunii lor. Are loc retragerea falezei și lărgirea platformei de abraziune. Pe măsura retragerii falezei, crește lungimea pantei de abraziune, iar valurile se sparg cu timpul la o distanță tot mai mare de firidă. Abraziunea se reduce, procesul de formare a firidei încetează iar faleza nu se mai retrage.
După stadiul de evoluție se pot deosebi: 
- faleze funcționale sau în retragere și
- faleze nefuncționale. Acestea din urmă la rândul lor pot fi:

- faleze stabilizate (ajunse la echilibru) și
- faleze moarte (rămase suspendate pe continent în urma regresiunii marine).

Se mai disting 
- faleze false, adică țărmuri abrupte a căror formă nu este legată direct de acțiunea mării, ci de rocă, de structură, tectonică; între acestea, falezele tectonice apar mai evidente, fiind lipsite de platforma de abraziune.

### Plaja și dunele litorale
Plaja reprezintă fâșia inundabilă din cadrul domeniului litoral, caracterizată prin acumulări de nisip, pietriș și cochilii. La țărmurile cu faleză, aceasta este redusă sau lipsește, pe când la țărmurile joase ea este dezvoltată. În cadrul plajei se pot distinge trei sectoare: 
- plaja înaltă (deasupra limitei superioare a fluxului, fiind acoperită numai la furtună);
- plaja propriu-zisă și
- plaja submarină (acoperită permanent cu apă).

Microformele specifice plajei se remarcă prin mobilitate:
- festoanele create de valuri pe ultimele două sectoare ale plajei, reprezintă mici ondulări.
- bancurile și cordoanele litorale reprezintă forme de acumulare, desfășurate în cadrul plajei submarine.

Dezvoltarea lor este legată de adâncimea redusă a apei, de o bogată alimentare cu materiale fluviatile, sau de extinderea unor depozite submarine de nisipuri. Sunt formate prin acțiunea valurilor și a curentului de derivă litoral care, la adâncimi mici, pierd din energie și abandonează materialele pe care le transportă.
Bancurile submerse constituie forma inițială de construcție.
Prin înălțare și emersie (ieșire la suprafață-exondare a unor părți ale scoarței terestre) rezulta grindurile.
Prin alungire se formează cordoanele litorale, care după forma și poziție pot fi:
- săgeți (foarte alungite și înguste),
- perisipuri sau bare (când închid gura unui golf, estuar sau lagună).

Laguna este o întindere de apă marină, de mică adâncime, care este separată de mare (ocean) printr-un cordon litoral, comunicând cu marea printr-o portiță (strâmtoare) îngustă (ex. laguna Razelm-Sinoie comunică cu marea prin strâmtorile Gura Portiței și Periboina).
Limanele sunt lacuri dezvoltate pe cursul inferior al unor râuri, în spatele cordoanelor de nisip realizate de către curenții litorali – limane fluviomarine.
În unele cazuri, cordoanele fac legătura între țărm și o insulă din apropiere; acestea se numesc tombolo.
Dunele litorale sunt acumulări de nisip marin, în special pe plaja superioară, datorate acțiunii vânturilor asupra materialelor aduse de mare. Apar asimetrice, perpendiculare pe direcția vântului, dispuse în șiruri longitudinale aproape paralele, sau cu aspect de mici barcane (în regiunile litorale aride).

### Estuarele și deltele
Estuarele și deltele reprezintă forme de vărsare ale fluviilor în mare.
Estuarele reprezintă guri de vărsare sub formă de pâlnie, ale fluviilor ce debușează în mări cu flux și reflux puternic, capabile să transporte în larg aluviunile cărate de fluviu. Fluxul înaintează uneori adânc în interiorul continentelor (1700 km la Amazon, 500 km la Sf. Laurențiu, 200 km la Rio de la Plata, 144 km la Sena). Pătrunderea apelor sărate marine determină ridicarea nivelului apelor fluviului, curentul fluviatil este diminuat și se produce o decantare a sedimentelor în suspensie. La reflux acțiunea mării și a râului se însumează, formând un puternic curent de descărcare, care înlătură materialele depuse în timpul fluxului.
Deltele sunt forme de relief de acumulare, formate la gurile de vărsare ale marilor fluvii; sunt alcătuite dintr-un ansamblu de grinduri, canale, lacuri. 
Trăsătura cea mai importantă o reprezintă înaintarea uscatului în mare. Apariția și înaintarea deltei este legată de îmbinarea mai multor condiții: 
- 1. volum mare de materiale, ce nu pot fi îndepărtate de curenți;
- 2. lipsa sau slaba acțiune a mareelor;
- 3. adâncimea redusă a mării în zona respectivă.

În acest complex de împrejurări are loc îmbinarea acțiunii a doi agenți principali – fluviul și marea – la care se adaugă vântul și chiar omul.
Micșorarea bruscă a vitezei apei la gura de vărsare determină acumularea de materiale, în urma căreia se realizează o micșorare a pantei, împărțirea ulterioară în brațe, apoi micșorarea ritmului înaintării frontale, paralel cu creșterea în înălțime. O parte din materialele ce ulterior ajungeau în largul mării, sunt depuse în bancuri în imediata apropiere a gurilor și în lungul brațelor, formând grinduri longitudinale.
Deltele se dezvoltă rapid când cantitatea de materiale aduse de fluviu este foarte mare, depășind cu mult puterea de împrăștiere și eroziune a mării.
Un oarecare rol în formarea deltelor îl are și vântul. El acționează prin deplasarea maselor de nisip de pe grinduri, contribuind la colmatarea mlaștinilor, brațelor, lacurilor. De asemenea, o serie de operațiuni efectuate de om (dragaj, diguri, consolidarea grindurilor, desecări, desalinizări) modifică într-o anumită măsură ritmul proceselor.
In ceea ce privește fizionomia generală a deltelor, ele apar ca niște câmpii, în bună parte submerse, din care se ridică grinduri longitudinale și transversale, ce închid între ele lacuri, bălți, mlaștini. Pe grindurile mai înalte și extinse se dezvoltă dune.

#### Tipuri de delte
Delte triunghiulare (tip Tibru) sunt cele mai simple, fiind formate prin aluvionarea efectuată de un singur braț, care varsă cea mai mare cantitate de apă și aluviuni în mare; celelalte brațe au rol secundar. Acest tip constituie o fază de început, când raportul dintre forța râului și cea a mării înclina spre primul.
Delte lobate (tip Dunăre) sunt cele mai frecvente, remarcându-se printr-o înaintare rapidă pe 2-3 brațe principale, datorită abundenței de aluviuni. Importanța și locul brațelor se modifică în timp. Se întâlnesc la Rin, Ron, Rio Parana.
Delte digitate (tip Mississippi) se dezvoltă la unele fluvii, cu un aport extrem de mare de aluviuni vărsate pe foarte multe brațe, care impun înaintarea rapidă a fiecăruia; procesul se desfășoară intens, depășind ritmul construcțiilor marine (bancuri, cordoane).
Deltele barate (tip Nil) sunt delte cu aspect lobat, a căror dezvoltare este oprită, fie de către curenții litorali, ce împrăștie toate aluviunile aduse de fluviu (deltă blocată) - Nilul, fie de atingerea unei zone adânci sau în curs de lăsare (deltă barată) – Gange, Irawadi.

### Terasele litorale
Zona litorală suferă în timp oscilații determinate fie de mișcări ale uscatului, fie de mișcările eustatice (mișcări ale nivelului apelor și oceanelor, cauzate de variațiile climatice globale:
- eustatism negativ – nivelul oceanului coboară, rezultând regresiuni;
- eustatism pozitiv – nivelul se ridică producând transgresiuni).

În cazul ridicării uscatului sau al eustatismului negativ, faleza, plaja și o parte din platforma de abraziune rămân suspendate față de noul nivel al mării, formând o terasă marină. Așa de ex., în timpul cuaternarului, nivelul Oceanului Planetar a suferit oscilații importante, ce au dus la crearea unui sistem de terase marine.
După geneză și structură, ele pot fi împărțite în:
- terase de acumulare,
- terase de abraziune (în rocă) și
- terase mixte.

Mai cunoscute in literatură sunt cele de pe țărmul Mediteranei și Atlanticului.

### Construcțiile coraligene
În regiunile calde, între paralelele de 30º, în mările calde (peste 20º), cu mare transparență, cu salinitate în general ridicată și adâncime redusă (40-60m), o serie de organisme și în primul rând coralii, creează un ansamblu de construcții calcaroase, ale căror dimensiuni depășesc uneori câțiva kilometri. Formele la care dau naștere sunt variate și poartă denumiri diferite.
Atolii sunt insule coraligene cu aspect de inel, cu un diametru ce poate depăși 60 km, care înconjoară o lagună cu adâncime redusă. Cei mai tipici atoli se găsesc în Oceanul Indian și Oceanul Pacific.
Recifele barieră sunt tot construcții coraligene, care închid în interiorul lor una sau mai multe insule necoraligene. Cel mai cunoscut recif barieră este în estul Queslandului (Australia).

## Tipuri de țărmuri

### Țărm submers
Țărmul submers se caracterizează printr-un atac puternic al apei marine asupra falezei, datorită transgresiunii provocate de eustatismul pozitiv. Faleza se retrage destul de repede, platforma de abraziune căpătând extinderi tot mai mari. În înaintarea sa, apa mării pătrunde foarte adânc pe văi, iar țărmul capătă contururi dintre cele mai festonate. Înaintarea mării pe continent nu se face la infinit, ea se oprește o dată cu încetarea cauzei ce a produs-o, sau atunci când linia de țărm a atins un lanț muntos. În ambele situații, abraziunea și acumularea încep acțiunea de îndreptare a țărmului.

### Țărm emers
Țărmul emers ia naștere la regresiuni (eustatism negativ) și se caracterizează printr-un contur regulat și plaje extinse. Motivul este acela că, de sub apa mării iese la zi o parte din platforma de abraziune, care este foarte netedă. Când regresiunea încetează, linia de țărm va se stabilizează, valurile marine creează prin acumulări un cordon litoral în spatele căruia se instalează lagune și mlaștini.

### Țărm neutru
Țărmul neutru este cel la care nivelul mării a staționat mult timp și a ajuns la o îndreptare a conturului. Toate ieșindurile au fost erodate mult și unite între ele prin cordoane, în spatele cărora se găsesc lagune.

### Țărmuri joase
Țărmurile joase rezultă în două situații: 
- - când marea înaintează peste o regiune de câmpie, sau
- - când marea se retrage de pe o platformă litorală întinsă.

În amândouă situațiile, în dreptul liniei de țărm uscatul este jos, iar configurația țărmului este puțin sinuoasă. Prelungirea lor submersă se face prin platforme continentale dezvoltate. Falezele lipsesc sau sunt slab conturate. Acțiunea principală a valurilor, curenților și mareelor se va axa pe dislocarea, transportul și acumularea nisipurilor, algelor, cochiliilor. Ca urmare, aici vor domina formele de relief create prin acumulare.
Se deosebesc câteva tipuri de țărmuri joase:
- Țărmul cu lido sau cu cordoane litorale este un țărm cu platformă litorală, pe care curenții litorali au creat cordoane litorale (de regulă nelegate de țărm) din mal sau nisip; separă o lagună de restul mării. Este întâlnit atât în regiunile cu tendință de emersiune cât și în cele de submersiune, unde aportul fluviatil este abundent (N-V Mării Adriatice, estul Indiei, cea mai mare parte a țărmului din jurul golfului Mexic).

- Țărmul cu lagune – caracterul principal este dat de cordoanele de nisip ce închid complet sau aproape complet golfurile marine, formându-se lacuri numite lagune, cu dimensiuni uneori de câțiva zeci sau sute de kmp.

- Țărmul cu limane – se formează în regiunile unde principala trăsătură este dată de sectoarele de limane formate în urma inundării gurilor de vărsare a râurilor și a barării acestora prin săgeți litorale (grind maritim sau perisip). Aceste țărmuri sunt prezente la țărmurile lipsite de maree sau unde acestea au o amplitudine redusă, iar râurile transportă puține aluviuni.

- Țărmul cu deltă - se formează la gura marilor fluvii, unde aluviunile nu sunt îndepărtate de valuri, maree și curenți, ci se depun, formând un relief de acumulare reprezentat printr-un ansamblu de grinduri, canale și depresiuni umplute cu apă.

Țărmul cu limane, lagune și deltă este specific țărmului de N-V al Mării Negre
- Țărmul watt este reprezentat prin mlaștini și bancuri de aluviuni (de regulă maluri și nisipuri), invadate de vegetație hidrofilă. Se formează la mările cu platforme extinse și de mică adâncime, unde fluxul și refluxul se manifestă cu intensitate, iar râurile aduc materiale în cantități mari. În urma barării canalelor și consolidării cordoanelor, suprafețele ce erau periodic inundate devin emerse (exondate) putând fi luate în cultură. Este cazul Mării Nordului din Olanda și din N-V Germaniei.

- Țărmul aralin  – descris la Marea Aral, apare în urma inundării unor regiuni joase cu relief eolian; micile depresiuni se transformă în golfuri, iar dunele în insule și peninsule; specifică lor este evoluția rapidă a formelor, în timpul furtunilor.

- Țărmul cu skjärs numit și țărm de tip finlandez, datorita frecvenței mari pe coastele Finlandei, este un țărm cu forme glaciare. Regiunile joase - acoperite în pleistocen de masa de gheață a calotelor glaciare nordice și pe care s-a dezvoltat un relief de acumulare morenic – prin inundare de către apele mării și, ulterior, prin exondarea treptată în urma mișcărilor izostatice pozitive, dau o morfologie litorală aparte, cu aspecte diferite în funcție de tipul de forme glaciare predominant. Pe coasta N-E a S.U.A. (Noua Anglie) morenele frontale paralele au închis lagune, drumlinurile (forma pozitivă de relief de origine glaciar-acumulativă de formă elipsoidală, constituită din material morenic depus în spatele morenei frontale) din fața orașului Boston au format insule și peninsule, iar eskersurile (forme de relief reprezentând o îngrămădire de pietre sub formă de dig șerpuit, provenit din existența unui curs de apă inglaciar) evidențiază proeminențe. Situații asemănătoare sunt indicate in N Labradorului, în jurul Golfului Botnic (Suedia și Finlanda), nordul Poloniei, Germaniei și Danemarcei. Caracteristicile principale sunt date de numărul mare de insule, peninsule și golfuri foarte neregulate.

In sudul Balticei (Germania și Polonia) el prezintă un grad avansat de evoluție; promontoriile sunt secționate, evidențiind faleze și suprafețe de abraziune, golfurile sunt aproape închise, urmele glaciare încep sa fie șterse, astfel încât se tinde spre o regularizare a lor. Țărmurile câmpiilor din jurul bazinului polar arctic (climat periglaciar) se remarcă printr-o evoluție aparte, impusă de regimul de revărsări puternice din perioada dezghețurilor.
- Țărmul cu mangrove se formează în regiunile tropicale, cu țărmuri mlăștinoase, inundate în timpul fluxului. Diversele specii de arbori (Avicennia, Rhiziphora, Sonneratia), prin bogatul sistem de rădăcini și ramuri, intensifică procesul de sedimentare al materialelor aduse de râuri și curenți. La mările închise și la unele lacuri mari din zona temperată, stuful generează un proces analog.

- Țărmul cu recifi de corali sunt frecvente în mările calde, unde se dezvoltă colonii de corali, ce creează recife, în interiorul cărora se creează un fel de lac numit lagon. Apar atât pe platforma continentală cu adâncimi reduse, cât și pe vârfurile unor vulcani stinși.

### Țărmuri înalte
Țărmurile înalte se axează pe zonele deluroase sau muntoase al căror profil abrupt se continuă subacvatic fie prin platforme de abraziune înguste, fie prin pante accentuate. Aspectul lor de amănunt (fragmentarea) este dictat de structură, tectonică, eroziune fluviatilă și glaciară. Au rezultat în urma unor transgresiuni asupra acelor tipuri de relief, fiind în general forme de submersiune, cu excepția unor porțiuni cu fiorduri, unde ridicarea eustatică postglaciară a fost însoțită de o mișcare izostatică pozitivă a uscatului. Este un tip de țărm cu golfuri, capuri, peninsule și insule. Procesul principal este abraziunea, care creează faleze și platforme litorale. Se disting mai multe tipuri de țărmuri înalte:
- țărmul cu riass se caracterizează prin golfuri înguste și ramificate (rezultate prin adâncirea unor văi în masive vechi, reînălțate, invadate apoi de mare), axate pe cursurile inferioare ale râurilor. Între ele rămân promontorii mult mai late, care reprezintă vechi interfluvii. Este specific masivelor muntoase vechi (hercinice) sau podișurilor ușor înălțate, alcătuite din roci rezistente la eroziune. O condiție importantă este ca aici să se înregistreze maree. La flux cursul inferior al râurilor se transformă in golfuri înguste, încadrate de versanți cu pante mari. La reflux se transformă in „pâraie” cu apă puțină, în fața țărmului apărând plaje, iar pe râuri lunci mlăștinoase, prin care meandrează albiile pâraielor.
- țărmul cu fiorduri este specific regiunilor litorale înalte, care au fost afectate de ghețarii pleistoceni. În urma ridicării nivelului oceanului, sectorul inferior al văilor glaciare a fost invadat de apele acestuia. Ca urmare, apare un țărm înalt, crestat, în care golfurile cele mai extinse se găsesc în lungul celor mai importante văi glaciare. Versații golfurilor au pante mari. Adâncimea fiordurilor este uneori foarte mare, depășind în medie 200-300 m, ajungând chiar până la 1000 m (Stogne fiord, 1224 m). Se întâlnesc în Norvegia, Scoția (se numesc firths și sunt axate pe linii de fractură) America de Sud (Chile, Patagonia, Țara Focului), vestul Groenlandei, nordul Labradorului, în Islanda, Irlanda, Noua Zeelandă.
- țărmul de tip dalmatic sau țărmul cu structură longitudinală  se întâlnește pe litoralul estic al Mării Adriatice. A rezultat prin invadarea de către apele mării a unei regiuni formate din șiruri paralele de culmi (axate pe anticlinale) ce alternează cu văi și depresiuni (dezvoltate pe sinclinale). Ca urmare, culmile au devenit insule, iar în lungul văilor și depresiunilor s-au dezvoltat golfuri și canale.
- țărmul cu estuare este specific regiunilor unde râurile se varsă pe țărmuri cu maree puternice – atunci refluxul transportă în larg toate aluviunile, nelăsând posibilitatea formării unei delte. Atât la flux, cât mai ales la reflux, malurile de la gura de vărsare a râului sunt erodate și lărgite, formând o pâlnie numită estuar (ex. Sena, Tamisa, Elba). Estuarele pot să pătrundă adânc în continent (estuarul Senei are 114 km lungime, cel a fluviului Sf. Laurențiu 500 km, iar estuarul Amazonului 1000 km).
- țărmurile carstice sunt întâlnite în regiunea masivelor și podișurilor calcaroase înalte. Au rezultat prin invadarea văilor și depresiunilor carstice de către apele mari. Ca urmare a rezultat un țărm crestat cu versanți abrupți, cu golfuri întortochiate, cu ape limpezi (lipsesc aluviunile).
- țărmuri cu structură transversală numite și țărmuri de tip atlantic (A. Penck) sau țărmuri cu anse (Emm. De Martonne). Sunt frecvente în locurile unde linia de țărm intersectează perpendicular principalele linii structurale (cute, falii). Caracteristice sunt golfurile foarte largi, arcuite, despărțite de capuri ascuțite către mare. Golfurile corespund sinclinalelor (coasta atlantică a Marocului) sau unor compartimente coborâte, pe linii de falii perpendiculare pe țărm (Noua Zeelandă, NV Scoției, NE SUA). În Irlanda și în vestul insulei Bretania, cu o structură appalasiană, benzile orientate transversal au permis apariția acestui tip de țărm. Caracteristica principală a țărmurilor transversale o constituie evoluția rapidă, atât a sectoarelor de golfuri, prin transformarea lor în lagune, sau prin dezvoltarea deltelor (țărmul vestic al Asiei Mici), cât și a promontoriilor, prin formarea falezelor și suprafețelor de abraziune.
- țărmul vulcanic este legat de erupțiile vulcanice, de insulele cu aceași origine. Se disting două situații: 
- țărmuri circulare sau cu lobi mari, lipsite inițial de faleze, în special la vulcani bazaltici cu conuri bine evidențiate și
- țărmurile caldeirelor cu pereți interni verticali.

Evoluția ulterioară a lor este în funcție de tipul de rocă (foarte rapidă în cenușe și tufuri, dar mai înceată în bazalte); apar faleze, mici platforme de abraziune pe care se pot instala corali, iar în final se ajunge la distrugerea conului.